# Grand Prix Formule 1 van Nederland 1969
De Grand Prix Formule 1 van Nederland 1969 werd gehouden op 21 juni op het circuit van Zandvoort. Het was de vierde race van het seizoen.

## Uitslag
| Pos. | Nr. | Coureur              | Constructeur | Rondes | Tijd / Oorzaak uitval | Grid | Punten |
| ---- | --- | -------------------- | ------------ | ------ | --------------------- | ---- | ------ |
| 1    | 4   | Jackie Stewart       | Matra-Ford   | 90     | 2:06:42.08            | 2    | 9      |
| 2    | 10  | Jo Siffert           | Lotus-Ford   | 90     | + 24.52               | 10   | 6      |
| 3    | 8   | Chris Amon           | Ferrari      | 90     | + 30.51               | 4    | 4      |
| 4    | 7   | Denny Hulme          | McLaren-Ford | 90     | + 37.16               | 7    | 3      |
| 5    | 12  | Jacky Ickx           | Brabham-Ford | 90     | + 37.67               | 5    | 2      |
| 6    | 11  | Jack Brabham         | Brabham-Ford | 90     | + 1:10.81             | 8    | 1      |
| 7    | 2   | Graham Hill          | Lotus-Ford   | 88     | + 2 Rondes            | 3    |        |
| 8    | 5   | Jean-Pierre Beltoise | Matra-Ford   | 87     | + 3 Rondes            | 11   |        |
| 9    | 14  | John Surtees         | BRM          | 87     | + 3 Rondes            | 12   |        |
| 10   | 18  | Vic Elford           | McLaren-Ford | 84     | + 6 Rondes            | 15   |        |
| NF   | 17  | Silvio Moser         | Brabham-Ford | 54     | Ontsteking            | 14   |        |
| NF   | 6   | Bruce McLaren        | McLaren-Ford | 24     | Ophanging             | 6    |        |
| NF   | 2   | Jochen Rindt         | Lotus-Ford   | 16     | Aandrijving           | 1    |        |
| NF   | 16  | Piers Courage        | Brabham-Ford | 12     | Koppeling             | 9    |        |
| NF   | 15  | Jackie Oliver        | BRM          | 9      | Versnellingsbak       | 13   |        |

## Statistieken
| Pole-position | Jochen Rindt   | Lotus-Ford | 1:20.85 |
| Snelste ronde | Jackie Stewart | Matra-Ford | 1:22.94 |

## Noot
- Dit was de honderdste Grand Prix-start voor een Nieuw-Zeelandse coureur.
- Vijfde snelste ronde voor Jackie Stewart.

1948 · 1949 · 1950 · 1951 · 1952 · 1953 · 1955 · 1958 · 1959 · 1960 · 1961 · 1962 · 1963 · 1964 · 1965 · 1966 · 1967 · 1968 · 1969 · 1970 · 1971 · 1973 · 1974 · 1975 · 1976 · 1977 · 1978 · 1979 · 1980 · 1981 · 1982 · 1983 · 1984 · 1985 · 2020 · 2021 · 2022 · 2023 · 2024 · 2025  · 2026